# Seconda Restaurazione
La Seconda Restaurazione fu il regime politico che governò la Francia dal 1815 al 1830. Succedette ai cento giorni, che avevano visto brevemente Napoleone tornare al potere. Dopo un periodo di confusione, Luigi XVIII tornò sul trono. Ebbe così inizio l'esperienza di una monarchia costituzionale che cercò di ricreare l'unità nel paese, sulle basi ereditate, sia dalla Rivoluzione che dall'Ancien Régime. Dopo un periodo caratterizzato da un breve ritorno al potere dei monarchici ultrarealisti (più noti come "ultras"), caratterizzato in particolare dal terrore bianco, il regime prese una svolta più liberale, dal 1816 al 1820, sotto la guida dei capi del governo Richelieu e poi Decazes.
L'assassinio del duca di Berry, nel 1820, portò a una reazione assolutista da parte degli ultras, con l'arrivo come presidente del Consiglio dei ministri di Villèle, che condusse una politica sempre più vicina ai desideri di questi ultimi, che si trovarono in una posizione ancora più favorevole nel 1824, con l'arrivo sul trono di Carlo X. Fu infatti sotto il suo regno che furono adottate le misure maggiormente ancorate all'ideologia assolutista, ad esempio la legge del miliardo agli emigrati ma anche la legge sul sacrilegio religioso. La fine del 1820 vide una crescente opposizione da parte dei liberali. L'arrivo del ministero Polignac, decisamente ultras, e le risposte inadeguate del sovrano all'opposizione, portarono alla Rivoluzione del 1830 e all'istituzione della monarchia di luglio.
Se la storiografia repubblicana ha spesso presentato il periodo come un passo indietro e una parentesi di non grande importanza, la Restaurazione rimane un momento chiave per la Francia nel XIX secolo, visto che vide il paese riconoscere alcune delle libertà acquisite dalla Rivoluzione, ma anche lo sviluppo economico del paese che si stava progressivamente industrializzando. La fine del periodo vide anche l'inizio della presenza francese in Algeria.

## Un difficile ritorno della monarchia

### Riluttanza e scelta del ritorno borbonico

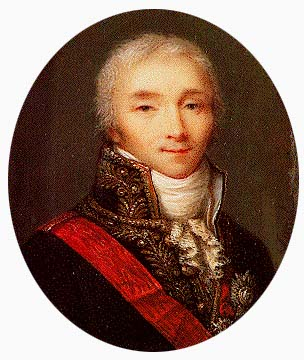
Joseph Fouché svolse un ruolo decisivo nel ritorno dei Borboni sul trono di Francia dopo i cento giorni.

La Prima Restaurazione, iniziata nel 1814, si concluse in un fallimento in meno di un anno. Il sovrano, Luigi XVIII, non riuscì a mantenere l'unità del paese, dopo il sollievo della fine delle guerre napoleoniche e la caduta di Napoleone. Il 19 marzo il sovrano dovette lasciare il Palazzo delle Tuileries, mentre le forze dell'imperatore si avvicinavano alla capitale. Luigi XVIII attraversò il confine e si rifugiò a Gand il 23. Qui stabilì un governo in esilio, mentre in Francia i suoi sostenitori cercavano invano di sollevarsi; tuttavia, il re era pienamente consapevole che il suo destino sarebbe dipeso soprattutto dall'azione delle potenze straniere, che si stavano mobilitando contro Napoleone.
La posizione di Luigi XVIII non era quindi comoda. Il ritorno dei Borboni sul trono, nel 1814, era stato sostenuto principalmente dagli inglesi, mentre la Russia e l'Austria erano riluttanti. Per gli alleati, scottati dall'esperienza della Prima Restaurazione, la casa di Orléans sembrava essere una scelta più sicura. Il supporto decisivo ai Borboni fu dato da Arthur Wellesley, duca di Wellington e vincitore della battaglia di Waterloo, che riuscì ad appoggiare gli alleati a favore del ritorno di Luigi XVIII. Tuttavia, tutti dichiararono di non voler interferire nella politica interna della Francia.
Questo non era necessariamente più favorevole ai Borboni. Nonostante l'abdicazione di Napoleone, i parlamentari erano molto ostili al re. Il 23 giugno, Joseph Fouché divenne il capo del governo provvisorio ed iniziò le manovre per organizzare il ritorno dei Borboni, respingendo tutti i pretendenti, che si trattasse anche di Napoleone, che stava cercando di imbarcarsi rapidamente per gli Stati Uniti, o di La Fayette. Per quanto riguardava la Camera dei deputati, si offrì di lavorare ad un progetto di costituzione, che non aveva altro scopo se non quello di impantanarlo in numerosi dibattiti. Fouché ebbe quindi mano libera per negoziare con le potenze straniere. Alla fine concluse la capitolazione della Francia e accettò di ritirare gli eserciti oltre la Loira. La Francia era ancora divisa, ma le manovre di Fouché ebbero successo, e l'arrivo dei russi a Parigi, il 6 luglio, pose fine alla domanda: il re ora può tornare?.

### Occupazione straniera e terrore bianco

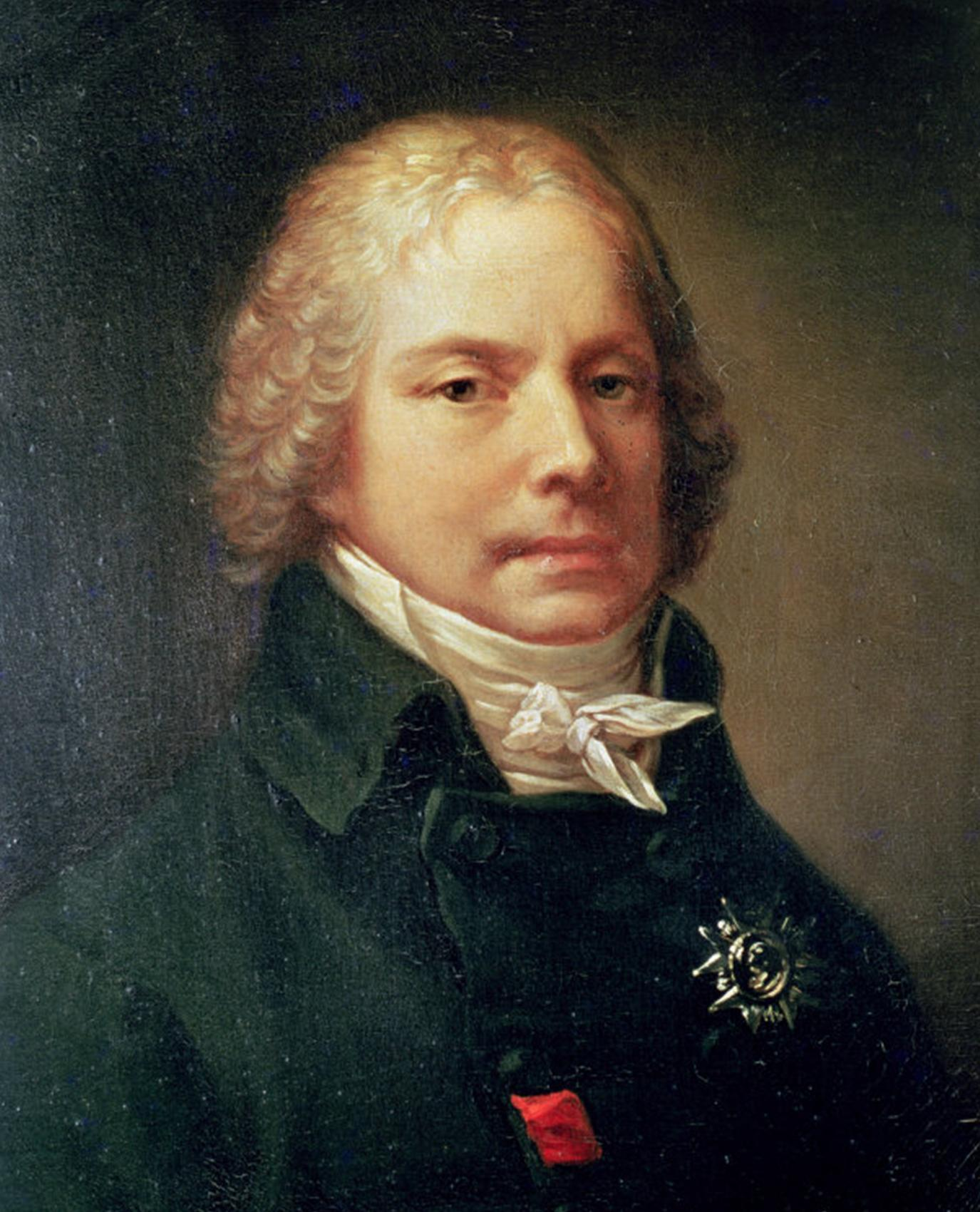
Talleyrand assunse il 9 luglio il ruolo di capo del primo governo della Seconda Restaurazione

Luigi XVIII ritornò a Parigi, l'8 luglio 1815, su consiglio di Talleyrand che sperava di sorprendere gli Alleati. Il ritorno non fu sotto i migliori auspici: tornando a seguito di una sconfitta dell'esercito francese e umiliandolo rifiutandogli il tricolore, il re consolidò nei suoi avversari l'idea che ritornava "dans les fourgons de l'étranger", che divenne un tema ricorrente nei discorsi dei nemici dei Borboni. Il 9 luglio, il governo venne affidato a Talleyrand e Fouché assunse il comando della polizia. Allo stesso tempo, le istituzioni furono epurate, mentre Talleyrand e Fouché lavoravano per garantire maggiore potere agli organi legislativi e ottennero l'abolizione della precedente censura della stampa. Il re doveva anche trovare un compromesso per mantenere la stabilità dello stato senza offendere troppo i suoi sostenitori ultras. Egli affermò "pardonner aux Français égarés", pur promettendo la "vengeance des lois" a coloro che avevano permesso il ritorno dell'imperatore. Fouché stabilì inizialmente un elenco di 300 persone, poi ridotto a una ventina, da condannare e una quarantina da sorvegliare.
Allo stesso tempo, era l'occupazione straniera a causare il maggior danno al regime. Il governo si batté per controllare l'intero esercito, che rifiutò di accettare la sconfitta, e alcune roccaforti continuarono a difendersi dagli Alleati. Tuttavia, questa resistenza era molto simbolica: oltre un milione di soldati stranieri occupavano il paese, nell'estate del 1815, impegnati in saccheggi e atrocità, intese a finanziare l'occupazione, che colpirono gran parte del paese. L'occupazione era diversa, tuttavia, a seconda della natura dell'occupante; così Wellington vegliò sul buon comportamento delle truppe britanniche, per evitare di provocare rivolte. Al contrario, le truppe prussiane ispirarono il terrore. Il 9 luglio, venne creata una commissione per pagare i 50 milioni richiesti per finanziare gli occupanti. Dopo il trattato, istituito a settembre, il conto salì a dieci milioni al mese; gli alleati, fino a settembre, non si affrettarono a ottenere un trattato che permettesse loro di vivere sulla loro occupazione.
Questa non era l'unica preoccupazione di Luigi XVIII, che doveva contenere la furia dei monarchici ultras. Questi commisero massacri contro i bonapartisti dopo i cento giorni, ovvero il terrore bianco. Se rimasero moderati in Vandea, dove erano indeboliti dalle divisioni, si espressero soprattutto nel Sud, dove gli oppositori dell'imperatore si incontravano in società segrete e consideravano la battaglia di Waterloo come il segnale dell'inizio della vendetta. I massacri scoppiarono a Marsiglia, a Tolone e nelle città della valle del Rodano. A Nîmes, le atrocità assunsero l'apparenza di una guerra religiosa ed erano dirette principalmente verso i protestanti, così molti fuggirono dalla città. Il governo faticò ad agire, danneggiando la sua reputazione: fu l'occupazione austriaca a porre fine ai problemi. Inoltre, la condanna del re, per questi problemi, lo contrappose ad alcuni degli ultras: in Vandea, le atrocità contro gli acquirenti di proprietà nazionali continuarono, per diversi anni, nonostante le richieste del sovrano.

### La Chambre introuvable

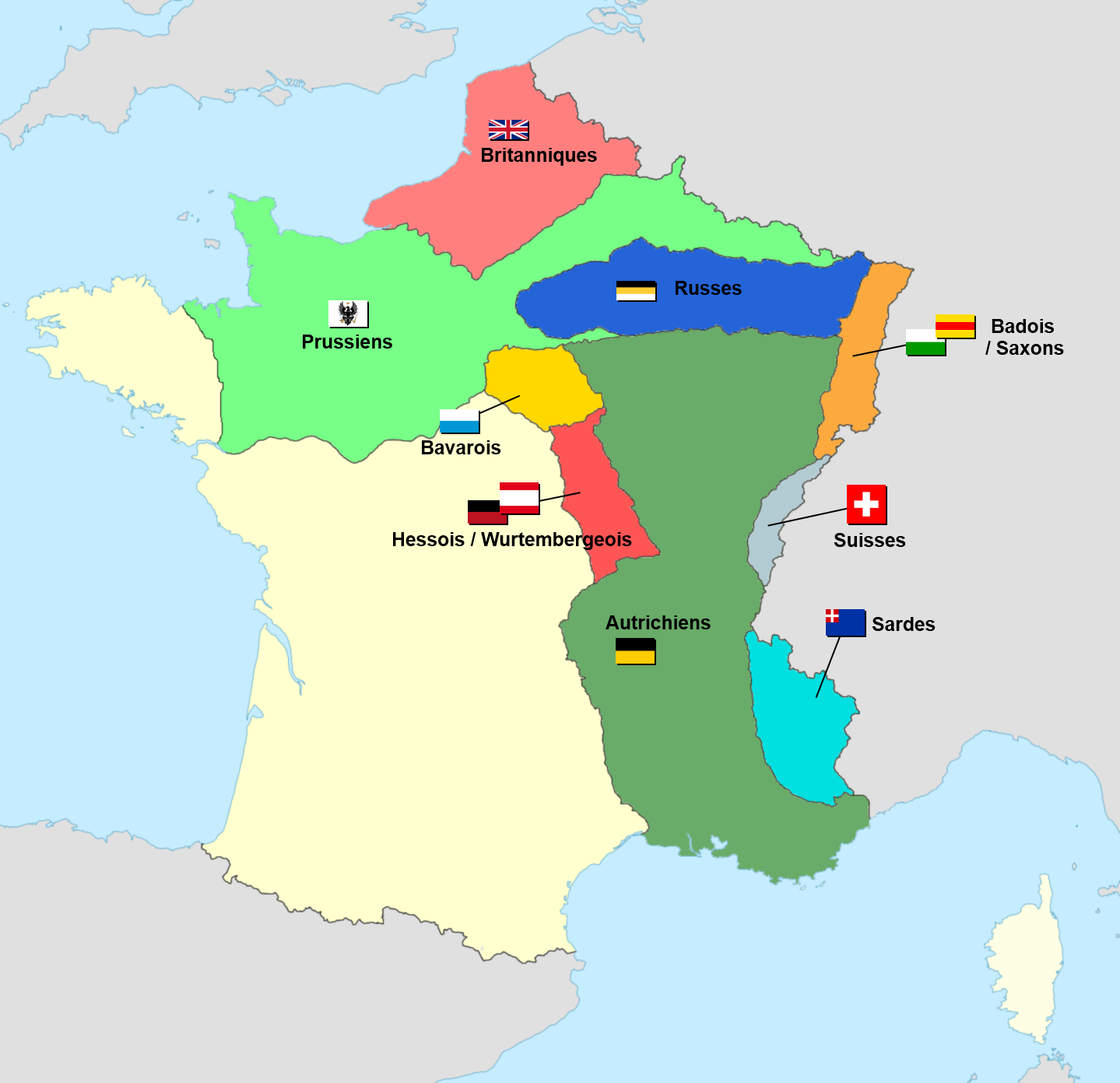
Il trattato di Parigi decise l'occupazione della Francia da parte delle potenze alleate per cinque anni (alla fine ridotti a tre).

Non appena il re tornò in Francia, fu sciolta la Camera dei deputati, eletta durante i cento giorni. Vennero organizzate nuove elezioni per eleggere i 402 deputati, rispettando i collegi elettorali formati sotto l'Impero. L'età minima degli elettori e dei candidati venne ridotta (a 21 e 25 anni): tutto ciò mirava ad annullare gli estremisti, temuti dal governo, fossero essi giacobini o puri realisti. Questi progetti vennero tuttavia messi in discussione dal clima che regnava nel paese. La paura dei cento giorni e il terrore bianco portarono a una vittoria radicale dei realisti convinti, che rappresentarono i nove decimi della nuova Camera, che Luigi XVIII descrisse come "Chambre introuvable" poiché questo risultato gli era sembrato improbabile.
Questa nuova Camera si distinse per il suo ardore: appena eletta, si rivolse al re chiedendo di punire i regicidi. Per soddisfare la richiesta, Talleyrand sacrificò Fouché, che sostituì, nel ministero della polizia, con Decazes. L'unica speranza del capo del governo era di preservare il prestigio internazionale che aveva acquisito l'anno precedente grazie al suo ruolo al Congresso di Vienna. Tuttavia, i negoziati di pace non furono un passo nella giusta direzione. Il secondo trattato di Parigi fu, in effetti, meno favorevole del primo. La Francia perse la Saar, la Savoia e alcuni comuni del Pays de Gex, Landau, Philippeville e Mariembourg. Anche l'occupazione straniera venne prorogata per diversi anni, e venne richiesta una grande indennità di guerra. Talleyrand scelse di dimettersi prima di dover firmare e Luigi XVIII lo sostituì con Richelieu.
Ex emigrante, ostile a Bonaparte e alla Rivoluzione, Richelieu rassicurò la nuova Camera. La sua vicinanza ai russi (presso i quali era emigrato), d'altra parte, spaventava le altre potenze, in particolare gli austriaci. L'altro uomo forte del governo era Decazes, che conquistò rapidamente il favore del re.  Quando la Camera iniziò i suoi lavori, in ottobre, era infiltrata dai Cavalieri della fede, società ultra-realista che riuscì ad imporre le sue opinioni, in particolare per quanto riguardava le ritorsioni contro i giacobini e coloro che avevano contribuito ai cento giorni. Vennero quindi approvate diverse leggi per soddisfare queste richieste: la legge generale sulla sicurezza (29 ottobre), che consentiva di incarcerare i sospettati di cospirazione, la legge contro le urla e gli scritti sediziosi (9 novembre) o la legge di amnistia del 12 gennaio 1816, che puniva con l'esilio coloro che erano stati esclusi, in particolare i regicidi che si erano uniti ai cento giorni. In diverse occasioni, Richelieu e il governo dovettero moderare il calore della Camera per limitare questo terrore bianco "legale". Lazare Carnot, Jacques-Louis David, Fouché e molti altri dovettero lasciare il paese. Se le incarcerazioni furono più limitate rispetto alla leggenda nera della "Chambre introuvable", molte azioni simboliche, come la caccia alle insegne imperiali, la posero sotto il segno della vendetta, un'immagine che poi si attaccò più in generale alla Restaurazione tanto che l'opinione si polarizzò.
Rapidamente si rafforzò l'opposizione tra la Camera e il governo, soprattutto sul bilancio e in particolare sulla legge elettorale. Mentre il governo avrebbe voluto portare a 300 franchi la tassazione per ottenere il diritto di voto, e una camera rinnovata di un quinto ogni anno, gli oltranzisti vedevano ciò come una tattica per dare il sopravvento alle classi medie presumibilmente più liberali. Arrivarono fino a proporre un abbassamento della tassazione a 50 franchi, al fine di portare le popolazioni contadine nel corpo elettorale, che ritenevano più soggette alle élite locali. Ritenendo che questa situazione danneggiasse il paese, soprattutto nei confronti dell'estero, Decazes finì per portare il resto del governo e Luigi XVIII all'idea di uno scioglimento della Camera, che avvenne il 5 settembre 1816, accompagnato da una dichiarazione del sovrano, che affermava che il suo scopo era quello di proteggere la Carta del 1814, minacciata dagli ultras. Questo scioglimento fu quindi ben accolto dall'opinione pubblica.

## Sotto il governo dei costituzionalisti (1816-1820)

### Tentativo di stabilizzare il paese e leggi liberali

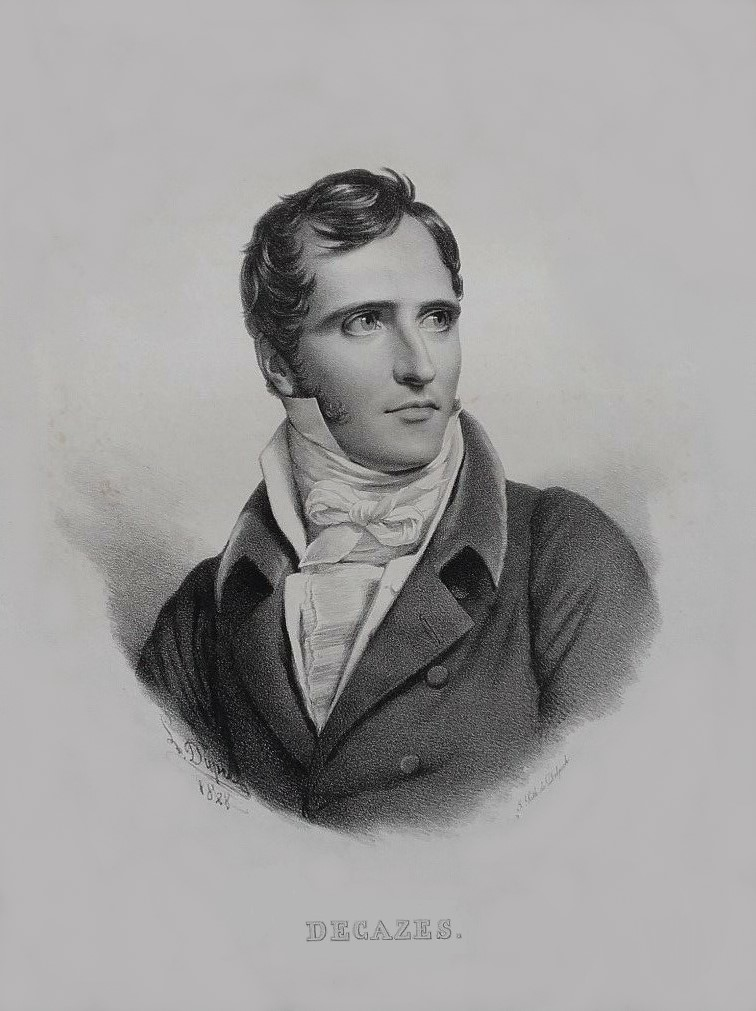
Decazes fu l'uomo forte del regime durante il periodo liberale della Restaurazione, dal 1816 al 1820.

Lo scioglimento della Chambre introuvable portò a nuove elezioni legislative nell'ottobre 1816. Su iniziativa di Decazes, i prefetti sostennero le candidature dei realisti moderati, mentre gli ultras spingevano per la rielezione degli uscenti. Una coalizione per la difesa delle istituzioni sostenne il sovrano nel suo rifiuto della Camera appena sciolta. Candidature ufficiali, nomine da parte del re dei presidenti dei seggi elettorali: tutto fu fatto per garantire la sconfitta degli ultras che si verificò puntualmente. Ad eccezione del sud e dell'ovest della Francia, vennero sconfitti e ottennero solo da 90 a 100 seggi, su circa 260 deputati. Richelieu e Decazes, quest'ultimo il principale beneficiario della vittoria, unirono le forze per una politica volta a stabilizzare e consolidare la società del 1789, ponendo fine all'era delle rivoluzioni, anche questo per convincere gli alleati della sostenibilità del regime e porre fine all'occupazione.
La nuova linea politica consisteva quindi nel procedere, attraverso riforme, verso un'apertura liberale, sostenendo al contempo il potere del re e ribadendo la sua autorità nei confronti degli ultras. Questo approccio era materializzato dalla moltiplicazione, nel regno, di opere d'arte dedicate a Luigi XVIII. Ciò consentì di radicare l'immagine e l'autorità del sovrano in tutto il paese. L'impresa liberale fu determinata da diverse importanti riforme: in particolare la legge Lainé (del febbraio 1817), una legge volta a creare condizioni elettorali in conformità con la Carta. Avevano il diritto di votare gli uomini oltre i 30 anni che pagavano 300 franchi di tasse, mentre potevano essere eletti gli uomini oltre i 40 anni che ne pagavano almeno 1 000. Concretamente, questa legge creò un corpo elettorale ridotto, composto da persone anziane, in un paese in cui i giovani formavano una grande parte della popolazione; diede accesso al voto a piccoli industriali, commercianti e proprietari che formavano una classe media che gli ultras sospettavano essere troppo incline alle idee liberali. Avrebbero preferito elezioni più democratiche, ma in più gradi, volte a dare l'ultima parola ai grandi proprietari terrieri. I liberali, d'altra parte, consideravano la legge Lainé come la base del regime. Questa legge prese il governo in contropiede: nelle successive elezioni suppletive, gli ultras e i membri del governo persero una dozzina di seggi contro l'opposizione di sinistra. Questo liberalismo trovò i suoi limiti, tuttavia, come quando l'abate Henri Grégoire, ex membro della Convenzione e vicino ai regicidi, fu eletto a Grenoble con i voti degli ultras che praticavano la politica del peggio: l'eccitazione causata da questa elezione ne portò all'invalidazione.
Questo liberalismo era anche incarnato nella legge di Gouvion-Saint-Cyr che organizzava il reclutamento militare a sorte. I nobili non entravano più automaticamente come ufficiali nell'esercito. Quando Decazes guidò il governo, dal 1818, cercò di dare una svolta ancora più liberale alla politica dello stesso. Il governo promosse lo sviluppo economico e la libertà di stampa abolendo la censura (leggi Serre). La stampa non era più libera dai tempi del terrore. La svolta avvenne con tre leggi che garantivano che l'espressione di un'opinione non diventasse criminale quando espressa pubblicamente e che, di conseguenza, dovevano essere punite solo le opinioni che trasgredivano la legge. La pubblicazione della stampa divenne libera dopo la dichiarazione. Il quadro così stabilito durò, in forme diverse, fino al 1881. Questa riforma fu ben accolta dagli ultras che usarono la stampa per criticare il governo. A poco a poco anche i repubblicani, che entrarono nella Camera nel 1818, riaffermarono la loro opposizione al principio stesso della Restaurazione. Decazes si trovò quindi in una posizione delicata.

### Recupero economico e liberazione del territorio
Basandosi sulla stabilità politica, il paese stava vivendo un periodo di prosperità economica. Il periodo fu tuttavia segnato dalla crisi alimentare del 1816-1817, che, con le sue cause climatiche, colpì diversi paesi europei. Tuttavia, le sue conseguenze furono più gravi in Francia che altrove, a causa delle conseguenze dell'invasione e dell'occupazione straniera. Seguirono problemi che alla fine presero la forma di una reazione repressa dall'esercito. Tuttavia, la scarsità venne sfruttata politicamente solo raramente. Nonostante tutto, questo portò a temere l'espressione di una furia popolare di maggiore portata, diretta principalmente contro l'occupante. Wellington, in particolare, sapeva che la pacificazione poteva passare solo attraverso la partenza delle forze straniere.
La liberazione del territorio divenne l'obiettivo principale di Richelieu, che stava sviluppando una strategia che era al contempo prudente e pugnace, con l'obiettivo di non essere coinvolto negli affari interni di altri paesi, né di favorire determinate alleanze, fino alla fine dell'occupazione. Dal 1817, alcuni beni furono recuperati, mentre le forze occupanti furono ridotte di un quinto. L'anno seguente, le potenze straniere organizzarono trattative ad Aquisgrana, dove la Francia era rappresentata dallo stesso Richelieu. In dieci giorni, venne ottenuta la fine dell'occupazione, fissata al 30 novembre 1818, due anni prima della data inizialmente prevista, mentre la Francia doveva pagare un risarcimento di 265 milioni. Il paese trovò anche un posto tra le grandi nazioni europee ed era ancora una volta sistematicamente invitato a consultazioni su queste questioni. Nonostante il successo diplomatico, il Congresso di Aquisgrana segnò anche la fine del ministero di Richelieu, indebolito dalla sua assenza.
La crescita della popolazione stava prendendo piede, il che creò un'abbondante forza lavoro rurale disponibile per un mercato interno in crescita. Il traffico delle Antille e il mercato interno vennero favoriti da misure protezionistiche contro la concorrenza inglese. La produzione agricola rimase dominante, ma iniziò la rivoluzione industriale. Lione divenne la più grande città industriale del mondo nel 1820.

### Assassinio del duca di Berry e fine del periodo liberale

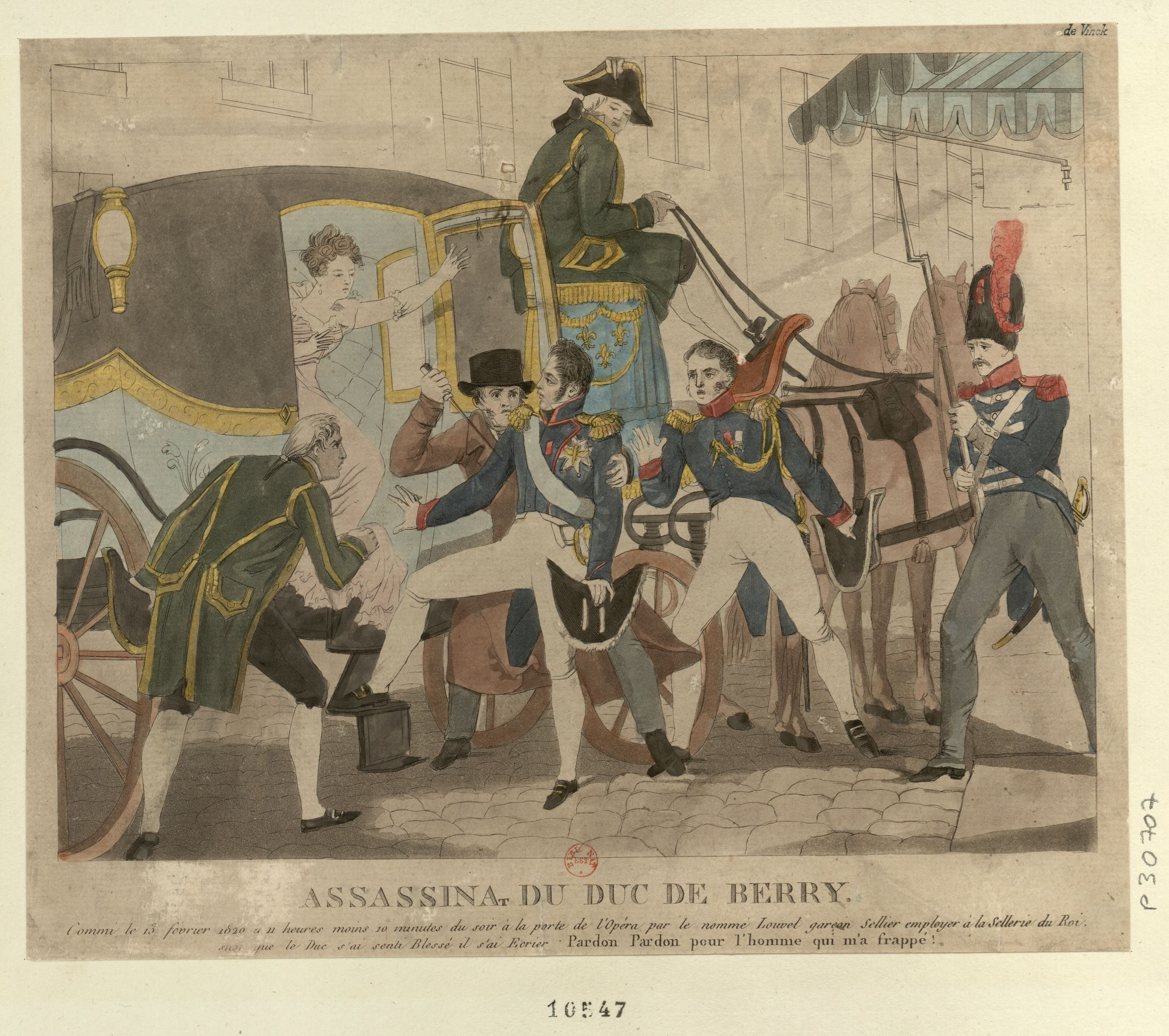
L'assassinio del duca di Berry, nel febbraio 1820, cristallizzò le tensioni tra liberali e ultras e portò alla fine del ministero di Decazes.

Sebbene stabilizzata, la monarchia rimase minacciata da un pericolo che la indebolì. Nel 1820, infatti, sorse la questione della sostenibilità della dinastia. Luigi XVIII era vedovo dal 1810; lui e sua moglie non avevano avuto figli. Il Conte di Artois, futuro Carlo X, era anche lui rimasto vedovo, dal 1805, ma aveva due figli che probabilmente avrebbero potuto perpetuare la dinastia Borbone di Francia. Il maggiore, il duca di Angoulême, si avvicinava ai cinquant'anni senza avere figli. Le speranze erano quindi tutte rivolte alla coppia formata dal duca di Berry e da sua moglie. Entrambi, tuttavia, nel 1820 avevano solo una figlia, sebbene la duchessa fosse incinta di un nuovo figlio. Dalla loro coppia sarebbe dipeso il futuro della dinastia borbonica.
Fu quindi uno shock quando, il 13 febbraio 1820, il duca di Berry venne assassinato dall'operaio Louis Pierre Louvel. Il duca era quello su cui poggiava il futuro della dinastia, e la sua morte venne percepita come un regicidio e nelle menti dei contemporanei, si radicò l'idea che non poteva essere l'atto di un uomo isolato. L'arresto di molti bonapartisti, tuttavia, non rivelò una cospirazione: l'atto di Louvel era stato isolato. L'assassinio, tuttavia, rafforzò le fenditure: l'ostilità nei confronti dei Borbone esplose alla luce del giorno e atti simbolici, spesso favorevoli al ritorno di Napoleone, si svolsero nei giorni seguenti. Allo stesso tempo, gli ultras, espressero la loro tristezza e rabbia per la richiesta di misure eccezionali e la condanna del ministero liberale di Decazes. Giornali come Le Drapeau Blanc e Le Conservateur di Chateaubriand accusarono chiaramente i quattro anni di governo liberale di essere responsabili della morte del principe, a causa del clima che aveva creato. Tuttavia, anche la maggioranza del governo fu devastata dall'evento, il che rappresentava un rischio per la sua sopravvivenza.
Questi eventi amplificarono quindi la scissione tra liberali e ultras, che si materializzò nella Camera, quando Decazes propose, per rassicurarla, delle misure eccezionali. Vennero infatti rifiutate sia dalla sinistra, che ne era il bersaglio, sia dalla destra, che non apprezzava chi le aveva proposte. L'entourage del sovrano richiese fortemente le dimissioni del ministro, che si dimise il 17 febbraio. Molto sollecitato, Richelieu esitò ad accettare un nuovo incarico, fino a quando il conte di Artois non garantì il suo sostegno. Il 20 febbraio, formò un governo.
L'assassinio del duca di Berry provocò quindi la svolta a destra della Restaurazione; fu comunque lungi dall'esserne all'origine: le tensioni nei confronti di Decazes erano molto più antiche, ma l'evento e il misticismo che lo circondavano finirono per cristallizzare queste tensioni. La nascita del figlio postumo del principe, Enrico, duca di Bordeaux, soprannominato l'enfant du miracle, aggiunta alla dimensione simbolica dell'evento ridiede speranze dinastiche ai sostenitori del regime.

## Reazione assolutista

### Secondo ministero e opposizioni di Richelieu

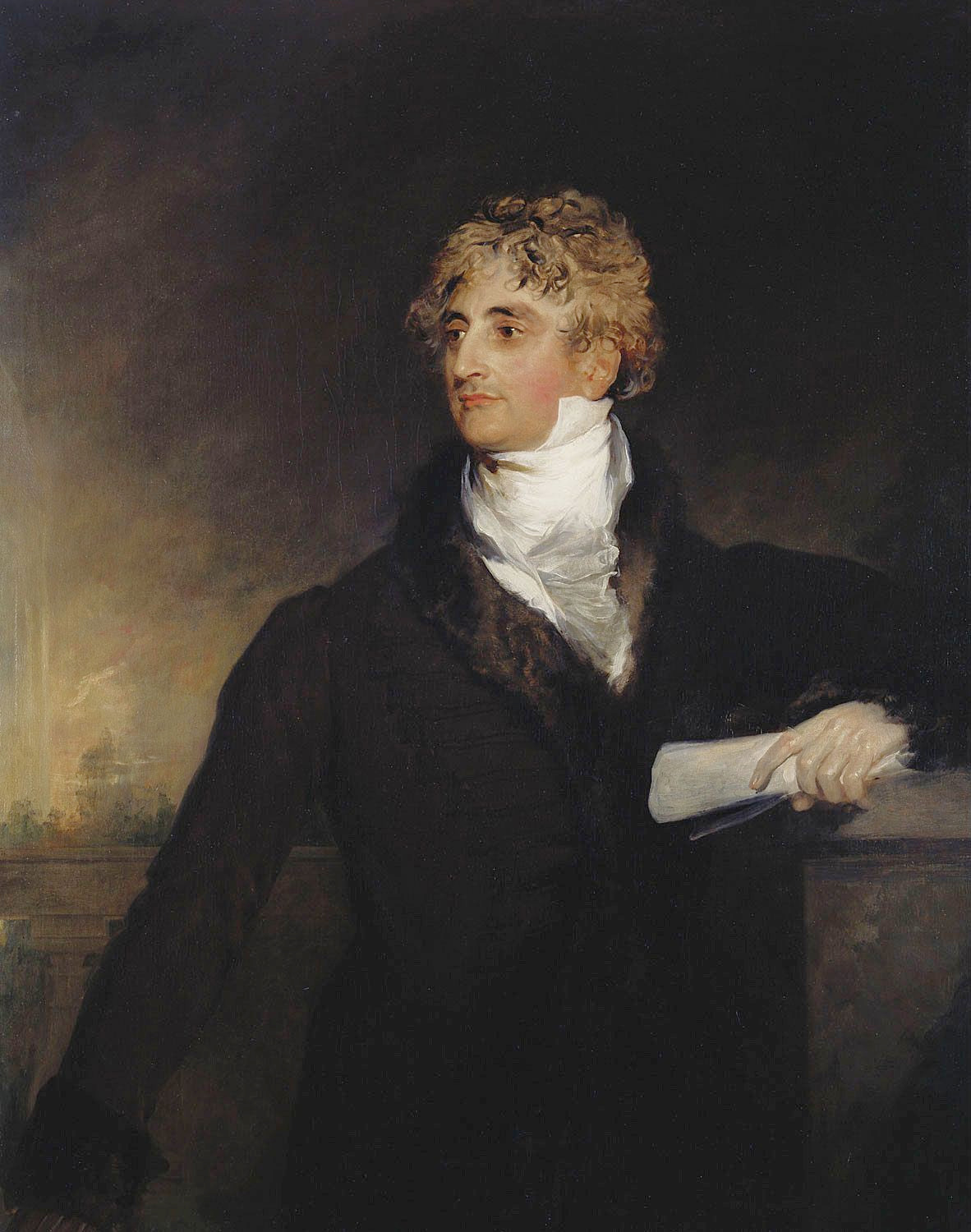
Il tentativo del duca di Richelieu di perseguire una politica di centrodestra mantenendo l'approvazione degli ultrarealisti fu un fallimento.

Ritornando a capo del governo, Richelieu lo trovò sostanzialmente invariato: i principali ministeri rimanevano nelle mani di coloro che li possedevano sotto il ministero di Decazes. Così, beneficiando dell'appoggio del conte di Artois, Richelieu intendeva perseguire una politica di centrodestra. Le misure eccezionali che Decazes aveva preparato per soddisfare gli ultras furono così votate per contrastare la sinistra: ciò includeva la sospensione della libertà individuale al fine di arrestare e detenere in via provvisoria e senza processo chiunque fosse sospettato di cospirazione, ma anche il ritorno della censura della stampa che rendeva la situazione dei giornali dell'opposizione molto precaria. Anche la legge elettorale, approvata nel 1820, fu preparata per contrastare l'opposizione di sinistra e introdusse il concetto di double vote. I risultati furono immediati: la destra, e in particolare gli ultras, vinse le elezioni legislative di novembre, costringendo Richelieu ad avvicinarsi ad essa e ad integrare nel suo governo dei ministri senza portafoglio come Villèle.
Il ministero di Richelieu affrontò diverse forme di opposizione. Da parte della sinistra, prima di tutto, che combatté duramente contro le leggi approvate: si verificano manifestazioni e la censura spinse gradualmente l'opposizione all'illegalità, al punto che il governo sventò un complotto. L'estrema destra non fu da meno e stava guadagnando influenza, in particolare attraverso il Conte di Artois, che stava gradualmente acquisendo il controllo sul fratello malato e invecchiato, Luigi XVIII, e riuscì ad imporgli i suoi desideri. In effetti, il sovrano mantenne solo l'apparenza e la dignità del potere. La nascita dell'"enfant du miracle" rafforzò anche la tendenza oltranzista minando le speranze del ramo di Orleans e il suo potenziale potere di rivendicazione, più apprezzato dai liberali.
I bonapartisti, i repubblicani e gli oppositori in generale sperarono di trovare un potere di loro gradimento e di agire, soprattutto nel 1821, che segnò le grandi ore della Carboneria. Questa società segreta del malcontento sperò di provocare un'insurrezione, ma fallì sotto l'effetto di una forte repressione. La dispersione dei suoi capi, nel 1822, segnò la fine delle speranze dei liberali di un colpo di forza per la liberazione. Richelieu tuttavia non era più a capo del governo. La sua politica estera, ritenuta troppo timorosa sia dalla destra che dalla sinistra, e il suo desiderio di prolungare la censura della stampa, criticato anche da entrambe le parti, portò alle sue dimissioni il 21 dicembre 1821 e alla sostituzione del suo governo con il ministero di Villèle, che doveva durare fino al 1828.

### Villèle e l'ascesa al trono di Carlo X

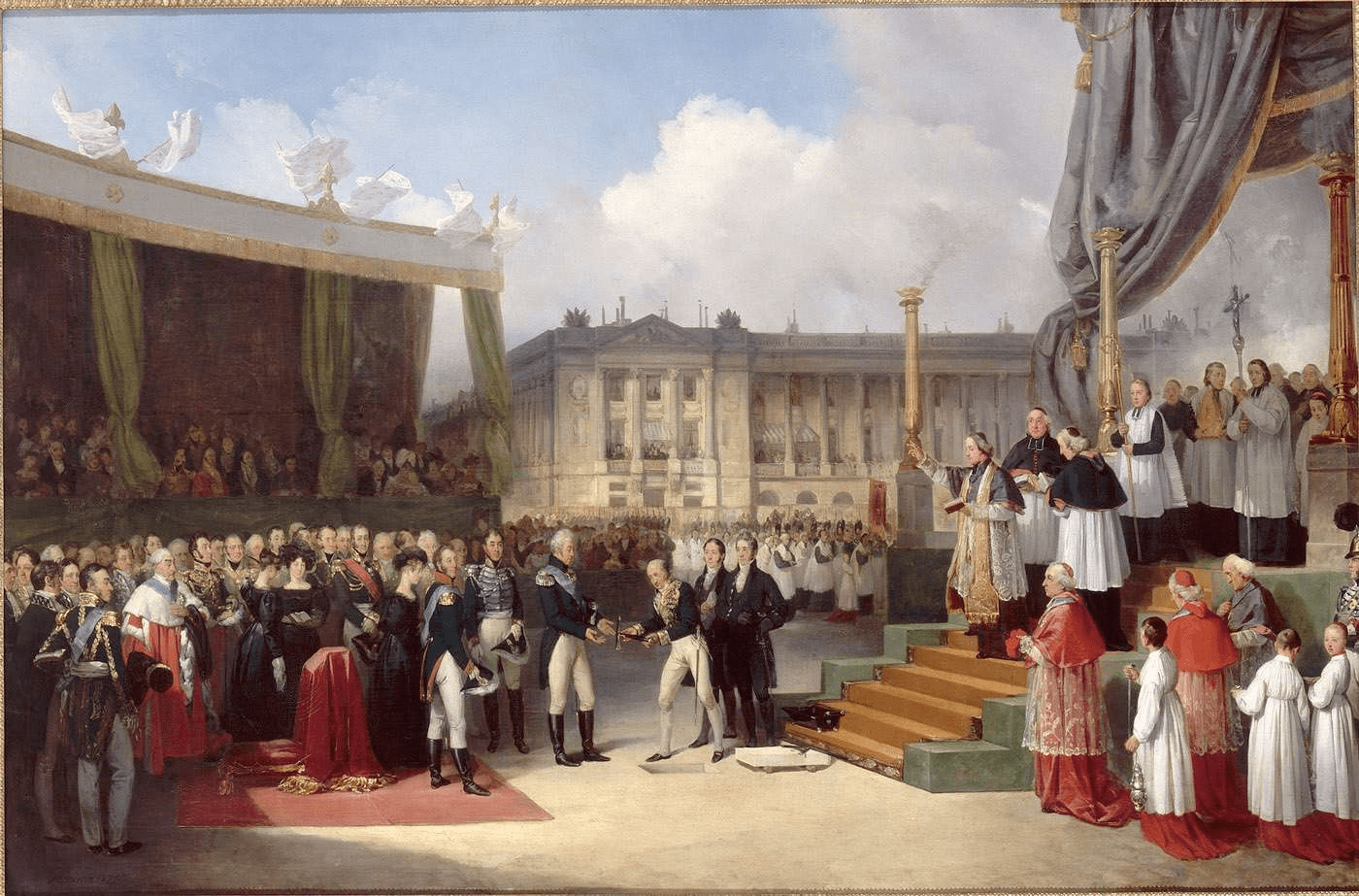
Inaugurazione del monumento alla memoria di Luigi XVI da parte di Carlo X.

Con l'arrivo di Joseph de Villèle a capo del governo, la politica della Restaurazione seguì la volontà degli ultras. Il ministero fu formato secondo i desideri del conte di Artois che scelse i suoi uomini, e Villèle ne divenne il capo ad agosto, dopo aver chiaramente dimostrato di aver dominato la squadra. Il cambio di governo comportò una purificazione nelle amministrazioni, al fine di sostituire gli ultimi sostenitori di Decazes con degli ultras. Alla vigilia delle elezioni, del novembre 1822, Villèle indirizzò, ai funzionari, una circolare non ambigua, chiedendo loro di lavorare per la vittoria degli ultras.
Come ministro delle finanze, Villèle fu all'origine di un netto miglioramento della situazione del paese. Sotto il suo governo, tutti i bilanci, tranne quello del 1827, furono in avanzo, consentendo riduzioni (che ebbero l'ulteriore conseguenza di ridurre l'elettorato). Finì anche per centralizzare l'amministrazione delle finanze e stabilì il controllo della Corte dei conti sulle spese dello Stato, ponendo fine alle vecchie pratiche fraudolente. Il ministero di Villèle vide anche la Francia intervenire a fianco della Santa Alleanza per ripristinare la monarchia assoluta in Spagna. Anche se Villèle era riluttante a lanciare un intervento armato, alla fine si rassegnò. Il prestigio acquisito dalle successive vittorie permise di rafforzare la monarchia e il suo governo.
L'oltranzismo della politica di Villèle si distinse anche per la censura della stampa dell'opposizione dal 1822. L'opposizione fu infine sconfitta dal tempestivo scioglimento della Camera, nel 1824, a favore della guerra spagnola, che diede una schiacciante maggioranza agli ultras (430 eletti contro 19 liberali). Inoltre, la nuova assemblea venne eletta per sette anni e la stabilità del potere era garantita. Inoltre, il 1824 vide la morte di un Luigi XVIII molto debole, sostituito da suo fratello, il conte di Artois, più vigoroso, che prese il nome di Carlo X. Anche se il monarca non era d'accordo con Villèle su alcuni punti, il ministero rimane ben consolidato. Lo stesso anno, tuttavia, ebbe un fallimento nei confronti del legislatore: per poter indennizzare gli emigranti, propose una conversione della rendita. Questa misura penalizzante risultò molto impopolare e venne respinta dalla Camera dei Pari dopo essere stata appena approvata da quella dei deputati. L'anno seguente, tuttavia, la legge, altamente simbolica, del miliardo per gli emigranti fu approvata per compensare coloro che avevano perso la proprietà, divenuta proprietà nazionale, quando erano stati costretti ad espatriare. L'approvazione della legge, tuttavia, portò a dibattiti di ampio respiro che spesso riportarono all'eredità della Rivoluzione, e vennero discussi i risultati della misura.
L'altro pilastro della politica di Villèle riguardava la politica religiosa: con il rafforzamento dell'alleanza del trono e dell'altare vennero fatte molte concessioni alla Chiesa cattolica, in particolare sotto la pressione dei Cavalieri della fede. Pertanto, vennero create una trentina di nuove diocesi, mentre fu rinnovato il corpo dei vescovi (i nuovi arrivati erano per la maggior parte nobili). Dal 1821, al fine di competere con l'Università, un'ordinanza facilitò la creazione di scuole subordinate alla Chiesa, offrendo un'istruzione economica. Gli ultras al potere, nel 1822, ristabilirono il titolo di gran maestro dell'Università, che fu affidato al M. Frayssinous, che divenne anche ministro responsabile dell'educazione. L'autorità sulla scuola divenne gradualmente monopolio della Chiesa. Fu anche tempo di penitenza verso la Rivoluzione. Pertanto, tutti i sacrilegi nelle chiese vennero puniti con la morte. In questo contesto, l'incoronazione di Carlo X, segnò un ritorno a questa pratica, leggermente adattata per soddisfare i requisiti della Carta, su richiesta di Villèle. Tuttavia, buona parte dell'opinione pubblica rimase lontana rispetto a queste iniziative e vennero condotte campagne anticlericali, rafforzando l'autorità del sovrano e del suo entourage.

### Caduta di Villèle

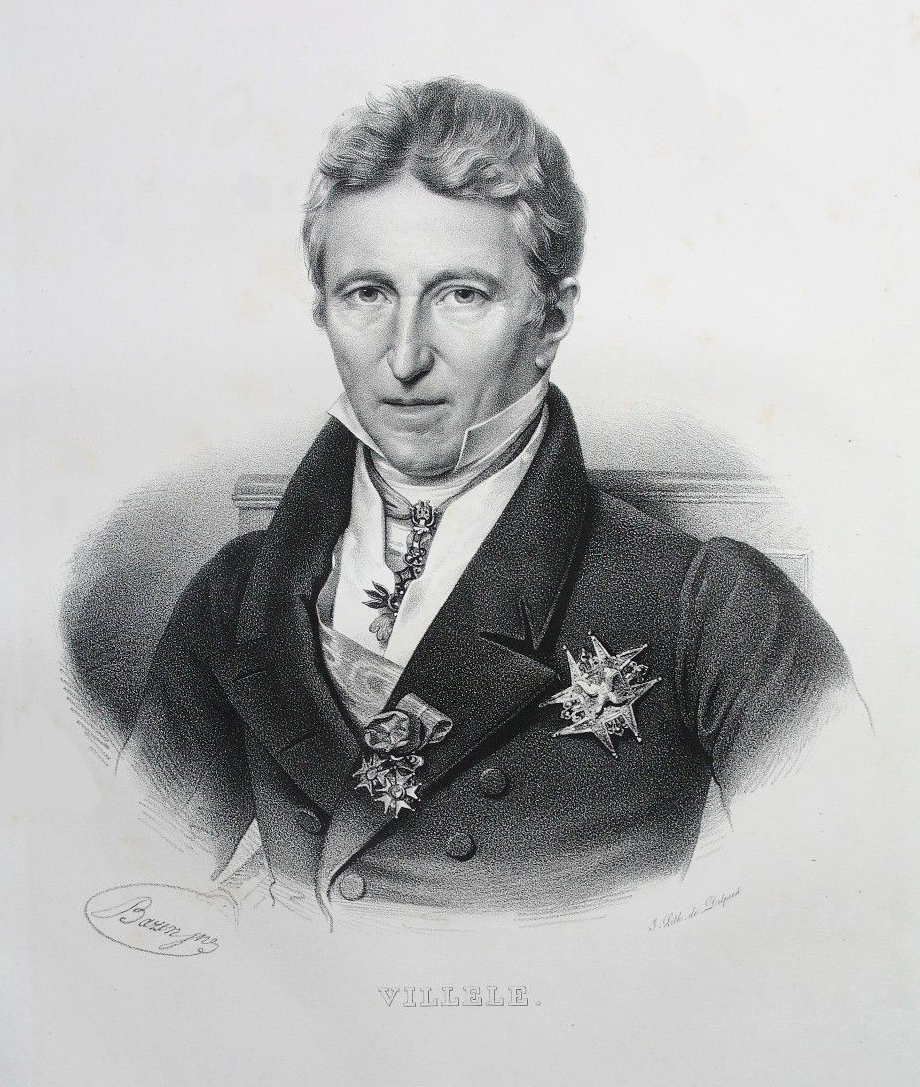
Joseph de Villèle fu, dal 1821 al 1828, capo del più lungo ministero della Restaurazione.

L'opposizione beneficiò di una nuova generazione di liberali, di storici come Augustin Thierry, Michelet e Guizot, che sostennero il declino dell'aristocrazia. Due avvocati, Thiers e Mignet pubblicarono storie della Rivoluzione francese. Nel 1824 il filosofo Cousin gestì il quotidiano liberale Le Globe. Ebbero il supporto della borghesia parigina, con Laffite e Casimir Perier alla testa. Questi liberali si opposero agli ultras. Ma Villèle conobbe anche opposizioni e divisioni alla sua destra: il ministro rimise quindi Montmorency, che dissolse i Cavalieri della fede nel 1826, privando il governo di un prezioso sostegno. Anche Chateaubriand criticò intensamente il ministero.
In questo contesto, Villèle subì diverse battute d'arresto: nel 1826, la legge da lui proposta sul diritto di primogenitura fu respinta dalla Camera dei Pari. Di fronte a opposizioni, caricature e tributi pubblicati dall'opposizione e con il sostegno di Carlo X, il capo del governo cercò quindi di adottare la "legge di giustizia e d'amore" con la quale mirava ad ostacolare ulteriormente la stampa, legge che fu un nuovo fallimento. I giovani manifestarono sempre più nelle strade: già nel 1825, il funerale del generale Foy, eroe dell'Impero, riunì circa 100 000 avversari. Il funerale di La Rochefoucauld-Liancourt, nel 1827, fu anche l'occasione per una manifestazione.
Carlo X e il suo ministro stavano cercando di reagire, in un periodo di crisi economica. Villèle sciolse la Guardia nazionale, a seguito di una rivista durante la quale i soldati avevano fischiato la sua politica, agendo sulla piccola borghesia che andò ad incrementare il numero degli avversari. Uno dei ministri, Doudeauville, si dimise per protesta. In questo contesto travagliato, Villèle provò il tutto per tutto, nominando 76 nuovi Pari fedeli al regime, poi decidendo, a novembre, di sciogliere la Camera dei deputati. Il ministro sperava quindi di ottenere un risultato favorevole come quello del 1824, ma le sue speranze risultarono vane. La giovane generazione liberale si era preparata e la campagna fu condotta attivamente, in particolare da Guizot con l'aiuto della sua società Aide-toi, le ciel t'aidera. Le due opposizioni, sinistra e destra, si unirono: la prima ottenne 180 seggi, la seconda 70 e il governo fu messo in minoranza, con solo 180 seggi. Villèle, desideroso di mantenere il potere, propose invano al re un rimpasto del governo, mentre Polignac propose al sovrano di formare un governo di estrema destra, che Carlo X rifiutò per respingere Chateaubriand. Il 5 gennaio 1828, si formò un nuovo governo, senza Villèle.

## Fine della Restaurazione

### Martignac e il tentativo di conciliazione

La spedizione Morée, lanciata sotto il governo Martignac, contribuì a ripristinare il prestigio esterno della Francia.

La Camera lasciata da Villèle si rivelò difficile da governare. Inoltre, la battuta d'arresto subita dal ministero e la forte spinta liberale suscitarono il dubbio sul futuro della dinastia, che rimase comunque sostenuta, tanto dalla destra quanto da una parte dei liberali. In questo contesto di divisioni, Carlo X cercò di fare la scelta prudente della conciliazione. Fu con questo scopo che decise di formare un ministero di centrodestra. Come il precedente, questo governo inizialmente non aveva un capo designato, ma il visconte di Martignac, con la sua eloquenza e la sua capacità di difendere la politica del ministero nelle assemblee, divenne in realtà il suo leader. Questo governo era, nell'idea di Carlo X, una transizione in attesa di un ritorno alla calma, e il re rimase, durante questo periodo, molto vicino a Villèle. Certo della sua popolarità, il sovrano prevedeva addirittura di ricorrere a un colpo di stato per rafforzare il suo potere personale a lungo termine.
Nonostante ciò, il ministero di Martignac condusse una politica liberale per un anno, in particolare attaccando i gesuiti e limitando le congregazioni religiose nell'istruzione. La legge sulla stampa del luglio 1828 ammorbidì anche il regime. A livello esterno, il ministero rafforzò l'influenza della Francia grazie a La Ferronnays, che sostenne la spedizione Morée e la causa dell'indipendenza greca.
Tuttavia, Martignac perse rapidamente la poca considerazione che Carlo X gli aveva dato, soprattutto a causa delle sue iniziative contro la Chiesa. La rottura tra sovrano e i suoi ministri fu chiara dal novembre 1828, quando tornò al licenziamento dei funzionari pubblici che sostenevano Villèle. L'idea di un governo guidato da Polignac, un controrivoluzionario cattolico e convinto, cominciò a prendere forma. Martignac affrontò anche l'opposizione dei produttori quando prevedeva, con il sostegno di parte dei liberali di sinistra, una moderata libertà commerciale. Per quanto riguarda la riforma amministrativa, che propose nell'aprile 1829, fu respinta dalla Camera. Di conseguenza, e nonostante una revisione, il ministero di Martignac intendeva soltanto attendere la fine della sessione parlamentare, nell'agosto 1829. La strada era ora libera per Polignac.

### Polignac e la tensione delle opposizioni

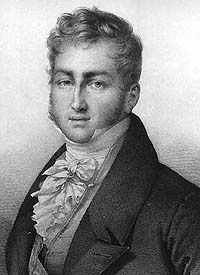
Polignac, fervente ultras, fu l'ultimo capo del governo della Restaurazione.

Un ex immigrato, Polignac riunì i sostenitori dell'oltranzismo nella sua forma più pura all'interno del suo governo. Il ministero dell'interno fu quindi affidato a La Bourdonnaye, in particolare legato agli eccessi del terrore bianco, mentre la guerra ritornò al conte di Bourmont, ex Chouan. Entrarono nel governo anche villelisti. Queste nomine ebbero un grande successo sulla stampa, anche agli occhi di alcuni ultras come Chateaubriand che lasciò il suo incarico per non servire un tale governo.
A questa opposizione di principio si aggiunge la crisi economica che allora regnava in Francia, ma anche l'incapacità del governo di depurare l'amministrazione e preparare la nuova sessione parlamentare, che poteva solo ostacolare la sua politica. Inoltre, vennero rievocati vecchi ricordi con, in particolare, commemorazioni in onore delle vittime dello Sbarco a Quiberon, che spaventarono i liberali. In cambio, l'opposizione si incarnò nei banchetti che si moltiplicarono e durante i quali venivano celebrate le grandi figure liberali. Acclamarono la Carta più del re, come una sfida contro Polignac.
Mentre il governo si divideva (La Bourdonnaye si dimise quasi subito), l'idea di un cambio di dinastia a favore degli Orléans stava circolando ancora di più, con l'obiettivo di perpetuare la monarchia costituzionale, che sembrava compromessa dai Borboni. Allo stesso tempo, il potere e la Camera entrano in conflitto durante il mese di marzo 1830. Royer-Collard scrisse una petizione contro la politica reale, firmata da 221 deputati su 402: l'Indirizzo dei 221. Carlo X scioglie la Camera, e i ministri moderati si dimisero.

### Caduta di Carlo X: i Tre Giorni Gloriosi

La Libertà che guida il popolo di Eugène Delacroix è una rappresentazione simbolica dei Tre Gloriosi.

Per aumentare il prestigio reale, per le elezioni di luglio 1830, venne avviata l'operazione Algeri, il 25 maggio. Si trattava di conquistare questo territorio, prendendo come pretesto la pirateria che ostacolava il commercio nel Mediterraneo. L'operazione segnò quindi l'inizio della presenza francese in Algeria. Ma la cattura di Algeri divenne nota solo il 9 luglio, durante le elezioni. Era troppo tardi, l'opposizione disegnò una nuova maggioranza: i 221 divennero 274.
Il 25 luglio, Carlo X sospese la libertà di stampa, sciolse la Camera e ridusse il numero degli elettori con le quattro ordinanze di Saint-Cloud. Le nuove elezioni erano previste per settembre. Per il pubblico, questo fu un vero colpo di stato. L'atmosfera era tesa. Il 27 luglio, protestarono i giornalisti ma i deputati rimasero passivi. Il clima teso, agitato dai repubblicani e dagli ex carbonari che organizzarono la folla parigina, innescò i "Tre gloriosi". Dalla sera del 27 luglio vennero erette le barricate a Parigi. I capi monarchici liberali, come Guizot, Casimir Perier e La Fayette provarono a negoziare con Carlo X, quindi, di fronte all'evoluzione delle rivolte, decisero di prendere il controllo del movimento per paura dell'avvento di una Repubblica. Quanto al sovrano, tentò invano di correggere la situazione ritirando le ordinanze e formando il ministero di Mortemart, che non vide la luce del giorno.
Il 30 luglio, i deputati affidarono la luogotenenza generale del regno a Luigi Filippo di Francia, che la accettò il giorno successivo. Allo stesso tempo, Carlo X, già deposto dalla commissione municipale di Parigi, abdicò (ordinando al delfino di rinunciare ai suoi diritti) il 2 agosto, a favore di Enrico di Borbone-Francia. Essendo quest'ultimo troppo giovane per governare, fu deciso che il duca di Orleans dovesse garantire la reggenza mentre il sovrano deposto partiva per l'Inghilterra. Tuttavia, questo regno di Enrico V non iniziò nei fatti: era quindi già troppo tardi, la notizia della luogotenenza generale di Luigi Filippo e l'adozione della bandiera tricolore si stava già diffondendo nel paese.
Il 3 agosto, il duca di Orleans, nella sua qualità di tenente generale, riunì le Camere e formò un governo al fine di rivedere la Carta del 1814, che fu accettata da una chiara maggioranza. Il 7 agosto, fu adottata la Costituzione francese del 1830 e il Duca di Orleans divenne re. Rifiutò il nome emblematico di Filippo VII a favore di quello di Luigi Filippo I. Era la fine della Restaurazione e l'inizio della monarchia di luglio.